# إشراك الجمهور في فحص براءات الاختراع
تتبع ممارسة إشراك الجمهور في فحص براءات الاختراع بأشكال معينة للمساعدة في تحديد المعرفة المسبقة ذات الصلة، وبشكل أعم، للمساعدة في تقييم ما إذا كانت طلبات البراءات والاختراعات تفي بمتطلبات قانون براءات الاختراع، مثل الجِدّة والحداثة، والخطوة الابتكارية، وكفاية الكشف والإفصاح.

## الأساس المنطقي
إن الأساس المنطقي وراء مشاركة الجمهور في عرض ومرجعة طلبات براءات الاختراع هو أن الأشخاص المطلعين في المجالات ذات الصلة بطلب براءة اختراع معين سيقدمون معلومات مفيدة لفاحصي البراءات إذا تم توفير المنتدى المناسب. ويعتبر نموذج ويكي أحد النماذج التي يمكن للجمهور من خلالها تقديم المعرفة المسبقة والتعليقات ذات الصلة المتعلقة بطلب
براءة اختراع معين، ويمكن لفاحصي البراءات الاستفادة من هذا المنتدى. والأثر المقصود هو أن فحص البراءات سيكون أكثر كفاءة وشمولاً بحيث ستكون البراءات التي تُصدر ذات جودة أعلى مما هو ممكن حالياً.

## التاريخ
في القرنين السابع عشر والثامن عشر، كانت الأكاديمية الفرنسية الخاصة مسؤولة عن فحص براءات الاختراع في فرنسا للتحقق وتقييم الجدة والحداثة والمنفعة وذلك بتكليفٍ من الحكومة الفرنسية. وكانت الأكاديمية تستعين بخبراء خارجيين في المجالات المحددة للاختراعات. على سبيل المثال، استشارت الأكاديمية غاليليو غاليلي للتحقق من طلبات براءة اختراع يتعلق بطريقة جديدة لتحديد خطوط الطول حسب موقع القمر. وخلص غاليليو إلى أن الطريقة ستعمل من حيث المبدأ، لكن تقنيات القياس لم تكن دقيقة بما يكفي لتقديم نتائج ذات معنى؛ وبالتالي، رُفض طلب منح البراءة.

## المراقبة من أطراف ثالثة
تنص الاتفاقية الأوروبية لبراءات الاختراع (EPC) على أنه يجوز لأي شخص تقديم ملاحظات حول قابلية اختراع ما للحصول على براءة اختراع موصوف في طلب براءة أوروبي. وهذا شكل من أشكال مشاركة العامة في فحص البراءات. يمكن تقديم ملاحظات من أطراف ثالثة إلى المكتب الأوروبي لبراءات الاختراع (EPO) مجانًا، لكن يجب أن تتضمن الملاحظات بيانًا بالأسباب، ويجب أن يكون البيان بالأسباب باللغة الإنجليزية أو الفرنسية أو الألمانية. ولا يصبح الشخص الذي يقدم الملاحظات طرفًا في الإجراءات.
في مكتب الولايات المتحدة لبراءات الاختراع والعلامات التجارية، يجوز للأطراف الثالثة تقديم أدلة معارف مسبقة ذات صلة بطلب براءة منشور في غضون شهرين من تاريخ النشر المذكور أو قبل إصدار إشعار بالموافقة، أيهما يحدث أولاً. ومع ذلك، وعلى عكس الممارسة الأوروبية، لا يُسمح للأطراف الثالثة بتقديم أي تفسير إضافي لأهمية المعرفة المسبقة. ويطلب مكتب براءات الاختراع والعلامات التجارية الأمريكي رسومًا.
في أستراليا، يمكن لأي شخص أن يقديم ملاحظات (بالإشارة إلى المعرفة المسبقة) فيما يتعلق بالجدة والحداثة أو الخطوة الابتكارية (أي المبهمة وغير البديهية) لطلب براءة اختراع معلق وقيد الانتظار. يمكن تقديم هذه الملاحظات في أي وقت بين نشر المواصفات الكاملة (أي عند إتاحتها للفحص العام) وثلاثة أشهر بعد الإعلان عن قبول البراءة (وهو خطوة تسبق منح البراءة). وهذا يتيح للجمهور فرصة لفت انتباه الفاحص إلى معرفة سابقة قد لا يكون قد أخذها في الاعتبار أثناء الفحص.
في يوليو 2012، استُحدث نظام ملاحظات الطرف الثالث للطلبات بحسب معاهدة التعاون بشأن البراءات. يجب أن تتعلق الملاحظات بالجدة والحداثة والخطوة الابتكارية، ويمكن تقديمها بشكل مجهول دون الكشف عن هوية مقدمها. يمكن تقديم الملاحظات في أي وقت من نشر طلب بحسب معاهدة التعاون بشأن البراءات وحتى انقضاء 28 شهرًا من تاريخ الأولوية. ولا توجد رسوم مستحقة لتقديم الملاحظات.